# Badaun
Budaun (hindi: बदायूँ, urdú: بدایوں) és una ciutat i municipi de l'estat d'Uttar Pradesh a l'Índia, capital del districte de Budaun. La seva població al cens de 2001 era de 148.138 habitants (39.031 el 1901)